# Meru
Meru és una ciutat situada a la província de l'est, a Kenya, a la falda del mont Kenya. S'hi troba el riu Kathita. Té una població de 42.667 habitants (1999). Hi ha una important producció de cafè.